# (236800) Broder
(236800) Broder est un astéroïde de la ceinture principale.

## Description
(236800) Broder est un astéroïde de la ceinture principale. Il fut découvert le 24 août 2007 à Wildberg par Rolf Apitzsch. Il présente une orbite caractérisée par un demi-grand axe de 2,73 UA, une excentricité de 0,06 et une inclinaison de 13,6° par rapport à l'écliptique.

## Compléments